# Autobahnring Wuhan
Der Autobahnring von Wuhan (chinesisch 武汉绕城高速公路, Pinyin Wǔhàn ràochéng gāosù gōnglù, englisch Wuhan Ring Expressway), chin. Abk. G4201, ist ein lokaler Autobahnring rund um die Metropole Wuhan in der Mitte der Volksrepublik China. Er weist eine Länge von 188 km auf. Auf Teilen des Autobahnrings verlaufen die überregionalen Autobahnen G4, G42, G50 und G70.